# Azteca Networks
Azteca Networks fue la empresa filial de TV Azteca especializada en la operación y distribución de canales de TV Azteca fuera de territorio mexicano. De igual manera operaba canales de televisión abierta en México, única y exclusivamente en TV de Alta definición.
Inició a trabajar el 2 de junio de 2008. Dejó de operar 6 años después tras fusionarse con la distribuidora de contenidos Azteca Internacional para formar una nueva empresa llamada en ese momento Az TV de Paga (actualmente con el nombre de TV Azteca Internacional TV de Paga), la cual inició sus labores de el 14 de septiembre de 2014    operando únicamente señales de Television de Paga para México, Estados Unidos, Centro y Sudamérica. De igual manera empezó a encargarse de distribuir los contenidos de TV Azteca en esos territorios, tanto en señales de TV Azteca como en señales de otras compañías a través de convenios (En México sólo por TV de paga y en el extranjero tanto en TV abierta como TV de paga).

## Hi-tv
Hi-TV fue un decodificador que exhibía subcanales de televisión digital, trasmitidos juntos los canales en alta definición de TV Azteca. Apto para recibir señales en sistema ATSC de otras televisoras y poder visualizarlos en un televisor análogo común. Además, TV Azteca planea poder distribuir televisión de paga por este sistema para noviembre del 2009, ya que sólo era distribuido en la ciudad de México.

## Canales en HDTV
En la actualidad, las tres señales de TV Azteca en televisión abierta para México (Azteca Uno, Azteca 7 y ADN 40) transmiten su programación en alta definición.

## Canales que operaba y distribuía
| Nombre               | Tipo            | Notas | Señales o Feeds                                                                                                  |
| -------------------- | --------------- | --- | --- |
| Azteca America       | Generalista     | Azteca America, un canal que ofrece programación de entretenimiento para los latinos que viven en Estados Unidos                                                                               | - Zona 1: Estados Unidos (DirecTV)                                                                               |
| Azteca Guatemala     | Generalista     | Es un canal que transmite programas de entretenimiento producidas por TV Azteca y de producción propia para Guatemala.actualmente la opera la propia Azteca Guatemala.                         | - Zona 1: Guatemala (TDT)                                                                                        |
| Azteca Honduras      | Entretenimiento | Es un canal que transmite los programas de entretenimiento producidos por TV Azteca para Honduras. Actualmente la opera la propia Azteca Honduras.                                             | - Zona 1: Honduras (TDT)                                                                                         |
| Azteca Novelas       | Telenovelas     | Es un canal que transmitía las telenovelas producidas por TV Azteca. | - Zona 1: México (TDT) - Zona 2: Latinoamérica                                                                   |
| Azteca Internacional | Entretenimiento | Es la señal internacional de Azteca Uno. Su programación se basa en programas deportivos, espectáculos, noticieros y entretenimiento. Actualmente la opera TV Azteca Internacional TV de Paga. | - Zona 1: Latinoamérica y Estados Unidos - Zona 2: Europa - Zona 3: Australia, Nueva Zelanda, Mundo Árabe y Asia |
| Azteca Noticias      | Noticias        | Su programación se basa en Noticieros, espacios informativos, de opinión y de debate. | - Zona 1: Latinoamérica - Zona 2: Europa                                                                         |

## Antiguas señales

### Zala TV
Fue un canal de televisión en alta definición, propiedad de Azteca Networks, que a su vez es de TV Azteca. este canal nació en el 2009 bajo la plataforma de hi-tv de Grupo Salinas que es dueña de TV Azteca. Este canal emitía programas que fueron exitosos en TV Azteca como: Gente con Chispa, Un nudo en la garganta, etc.

### Azteca México
Azteca México fue un canal de televisión por suscripción mexicano de ámbito nacional perteneciente a Televisión Azteca. Fue fundado en un acuerdo entre DirecTV y TV Azteca para la transmisión de programas mexicanos de los 3 canales de TV Azteca en México: Azteca 7, Azteca Trece y ADN 40. Su programación, de corte generalista, consiste principalmente en Entretenimiento, Espectáculos, Noticias, Películas, Programas de concursos y Hits de Telenovelas de Azteca, complementando así, la programación de Azteca America. Su cierre de transmisiones fue el 4 de octubre de 2016.

## Paquetes utilizados
Televisión Azteca ofrece los canales en dos paquetes: el primero que cobra a 50 centavos de dólar estadounidenses, y otro paquete que incluye los restringidos por 0,65 dólares estadounidenses. Para ello, el licenciatario debe transmitir las señales sin alteraciones o modificaciones; y sin importar un mínimo de suscriptores. No obstante, no permite la compra de señal a empresas que provean telefonía a más de cinco millones de usuarios u operen litigios contra la televisora. Si así ocurre, la televisora modificará sus precios para estandarizar con los licenciatarios que hayan celebrado contrato anteriormente. Esta acción se debió a que la Comisión Federal de Competencia (CFC) obligó a la televisora a vender sus contenidos de forma separada, para aprobar la alianza de Iusacell con Televisa.